# پورتلند هوفا
پورتلند هوفا (انگلیسی: Portland Hoffa; ۲۵ ژانویهٔ ۱۹۰۵ – ۲۵ دسامبر ۱۹۹۰) هنرپیشه، کمدین و رقصنده اهل ایالات متحده آمریکا بود.